# Toca

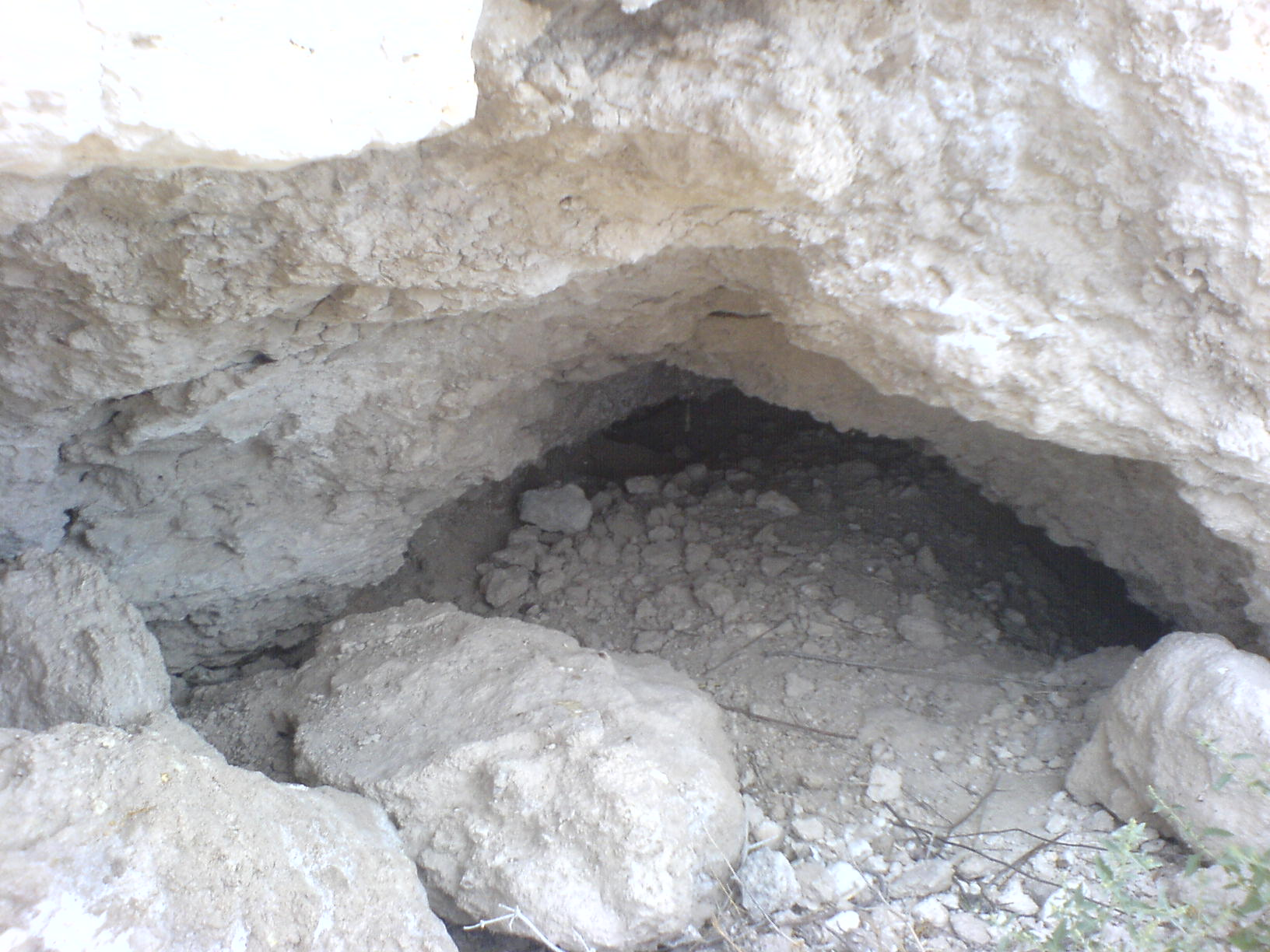
Uma toca de coelho-europeu.

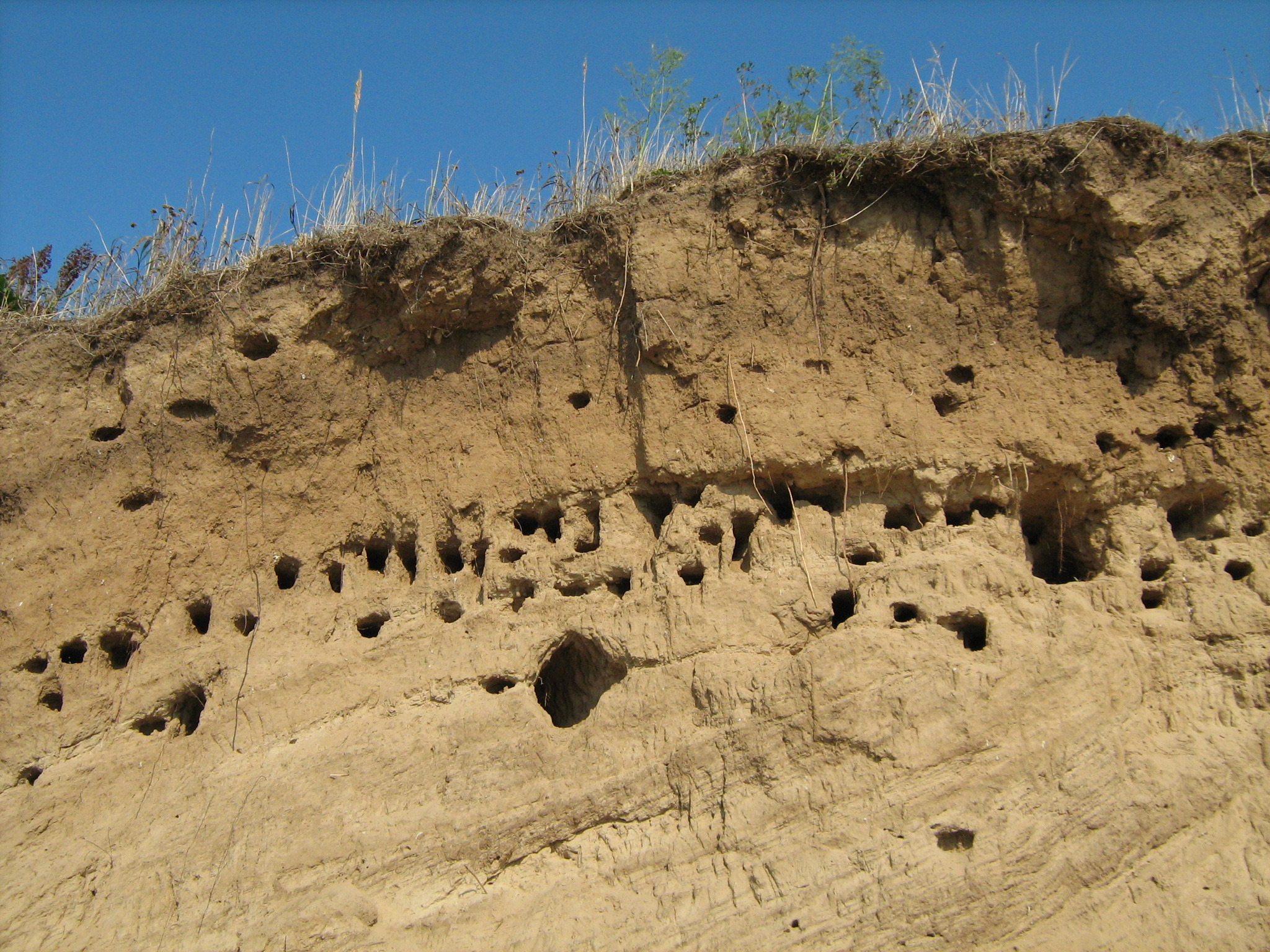
Toca de pássaros construída em barrancos de rios

Uma toca em zoologia é um esconderijo e um abrigo, pode ser um túnel que o animal escava no solo com a finalidade de refugiar-se, habitar, acasalar ou ter seus filhotes, como também pode ser formações naturais em forma de caverna, buracos em troncos de árvores ou entre arbustos. As tocas proporcionam aos animais proteção contra predadores e fatores do clima. Existem uma ampla gama de animais que utilizam as tocas. 
Muitos mamíferos, especialmente os insetívoros, escavam tocas com o seus roedores, como os tatus, pacas e os lagomorfos, como o coelho. Se estima que uma única toca de marmota ocupa cerca de um metro cúbico, e dispensa cerca de 320 quilogramas de terra. Alguns carnívoros, como os suricates e os lobos também constroem tocas.
Há também peixes, anfíbios, répteis e aves que criam tocas, assim como inúmeros invertebrados como aranhas, insetos e animais marinhos como a moreia. 
As tocas podem ser construídas através da interação do animal com o seu meio ambiente, como o caso do joão-de-barro que constroem sua toca com barro coleta, ou com substratos do próprio animal como e o caso das aranhas, que as fazem com suas teias. também podem ser construido em uma variedade de lugares, como os ratos e cangurus que constroem suas tocas em areia fina ; os cupins e brocas que fazem suas tocas em madeira; alguns ouriços fazem em rochas. Também possuem diferentes graus de complexidade: desde um simples tubo de poucos centímetros cúbicos, até complexas galerias de túnel e câmaras de centenas de metro quadrados. O pinguim-de-magalhães constrói suas tocas ao longo da costa da Patagônia. Outros exemplos de pássaros que fazem tocas são: beija-flor, martim-pescador, papagaio-do-mar entre outros.
A palavra "toca" pode ser originária do tupi oka, que significa casa. Stradelli registrou a forma toka como variante de soka, que significa "sua casa", flexão possessiva da 3ª pessoa da palavra oka.